# Gare de Nice-Pont-Michel
La gare de Nice-Pont-Michel est une gare ferroviaire française de la ligne de Nice à Breil-sur-Roya, située dans le quartier de Roquebillière, sur le territoire de la commune de Nice, préfecture du département des Alpes-Maritimes, en région Provence-Alpes-Côte d'Azur.
Mise en service en 2014 par la Société nationale des chemins de fer français (SNCF), c'est une halte desservie par des trains régionaux du réseau TER Provence-Alpes-Côte d'Azur.

## Situation ferroviaire
Établie à 31 mètres d'altitude, la gare de Nice-Pont-Michel est située au point kilométrique (PK) 3,193 de la ligne de Nice à Breil-sur-Roya, entre les gares de Nice-Saint-Roch et de L'Ariane - La Trinité. Elle est séparée de cette dernière par les tunnels de la Roche et du Bon-Voyage.
La gare dispose d'une voie de passage et d'un quai latéral, dont la longueur est de 120 mètres. En outre, la fin du faisceau de voies de la gare de Nice-Saint-Roch est situé de part et d'autre (soit à l'ouest et à l'est) de l'établissement.

## Histoire
Cette gare est mise en service le 1er septembre 2014 à l'occasion de la réouverture de la section Nice-Ville – Drap - Cantaron de la ligne, par la SNCF ; ladite mise en service, à la suite d'un chantier ayant coûté 2 678 970 euros (pris en charge par les collectivités locales telles que la métropole Nice Côte d'Azur), est justifiée par la création d'une correspondance avec la ligne 1 du tramway,. Elle remplace ainsi, pour la desserte voyageurs, la gare de Nice-Saint-Roch, (celle-ci étant désormais uniquement ouverte au trafic fret).

## Fréquentation
De 2015 à 2023, selon les estimations de la SNCF, la fréquentation annuelle de la gare s'élève aux nombres indiqués dans le tableau ci-dessous.
| Année     | 2015   | 2016   | 2017   | 2018   | 2019   | 2020   | 2021   | 2022   | 2023   |
| --------- | ------ | ------ | ------ | ------ | ------ | ------ | ------ | ------ | ------ |
| Voyageurs | 17 235 | 22 258 | 26 358 | 20 167 | 26 770 | 13 946 | 29 023 | 33 234 | 32 261 |

## Service des voyageurs

### Accueil
C'est une halte de la SNCF (classée comme PANG), à accès libre, qui dispose d'un ascenseur — permettant aux personnes à mobilité réduite d'accéder au quai —, ainsi que d'un automate destiné à l'achat des titres de transport TER,.

### Desserte
Nice-Pont-Michel est desservie par des trains du réseau TER Provence-Alpes-Côte d'Azur, effectuant des missions omnibus entre les gares de Nice-Ville et de Breil-sur-Roya ou de Tende.
Le temps de parcours moyen de Nice-Ville à Nice-Pont-Michel (ou inversement) est de 5 min.

### Intermodalité

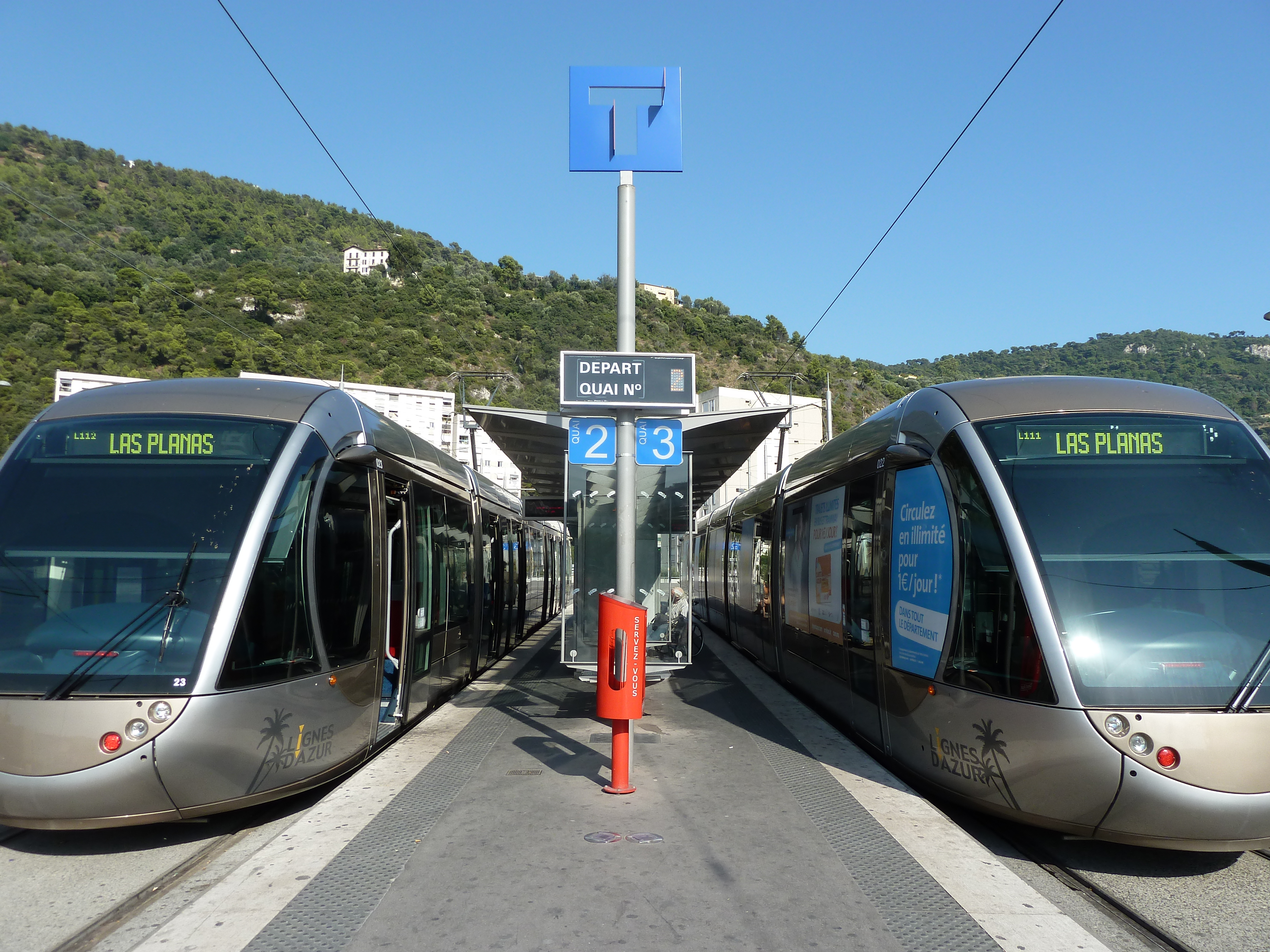
La station de tramway en correspondance, Pont Michel, située près du pont homonyme (surplombant la ligne Nice – Breil-sur-Roya).

La gare est desservie par la ligne 1 du tramway, par l'intermédiaire de la station Pont Michel. L'ensemble constitue un pôle d'échanges, avec cinq lignes d'autobus du réseau urbain Lignes d'Azur (14, 18, 39, 88 et Exp2) et quatre lignes d'autocars du réseau interurbain Zou ! (603, 610, 615 et 616), mais également un parc relais.
Par ailleurs, un centre commercial (appartenant à une enseigne de grande distribution) et l'hôpital Pasteur se trouvent à proximité.